# André Lefèbvre

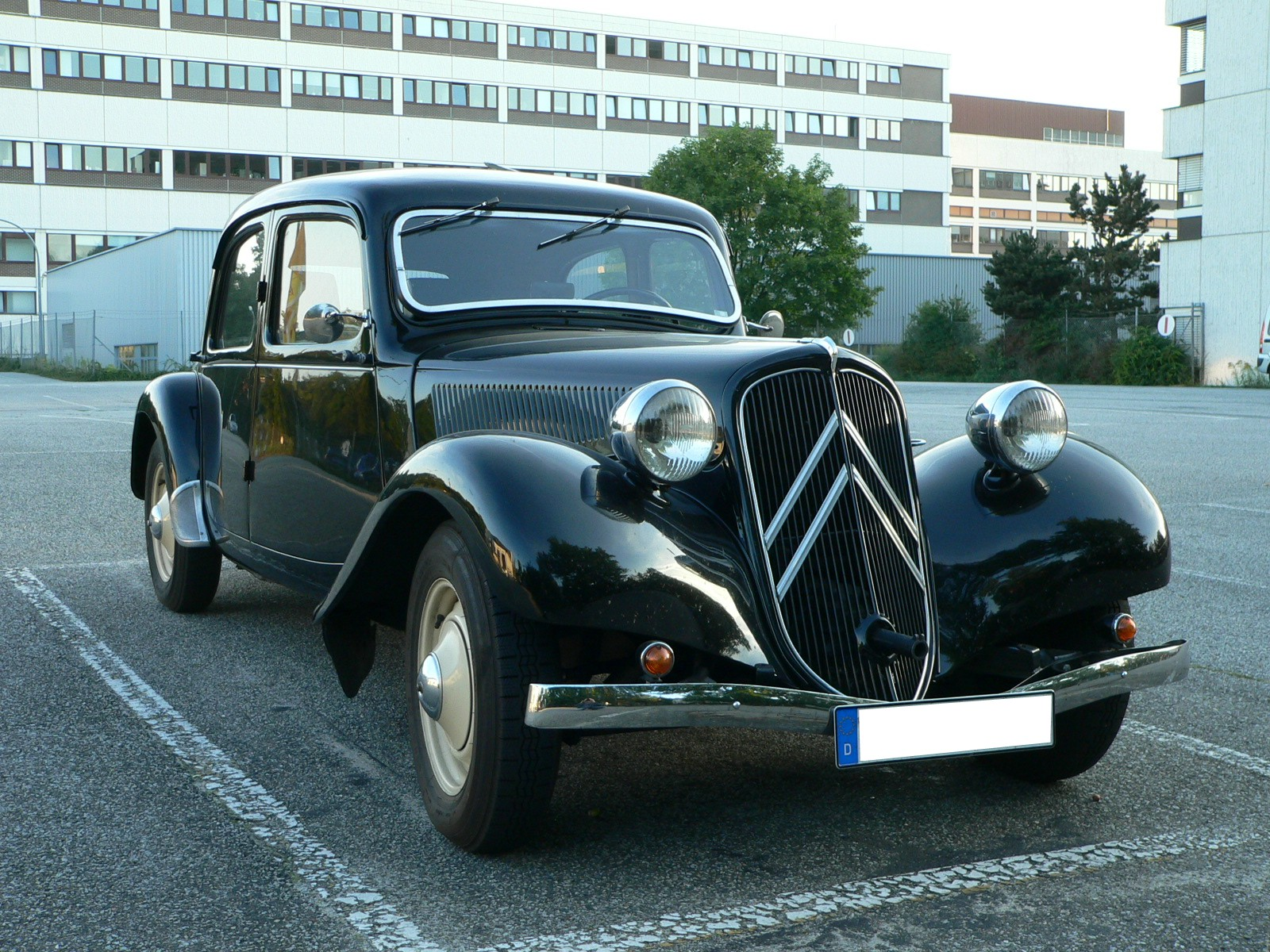
Citroën Traction Avant

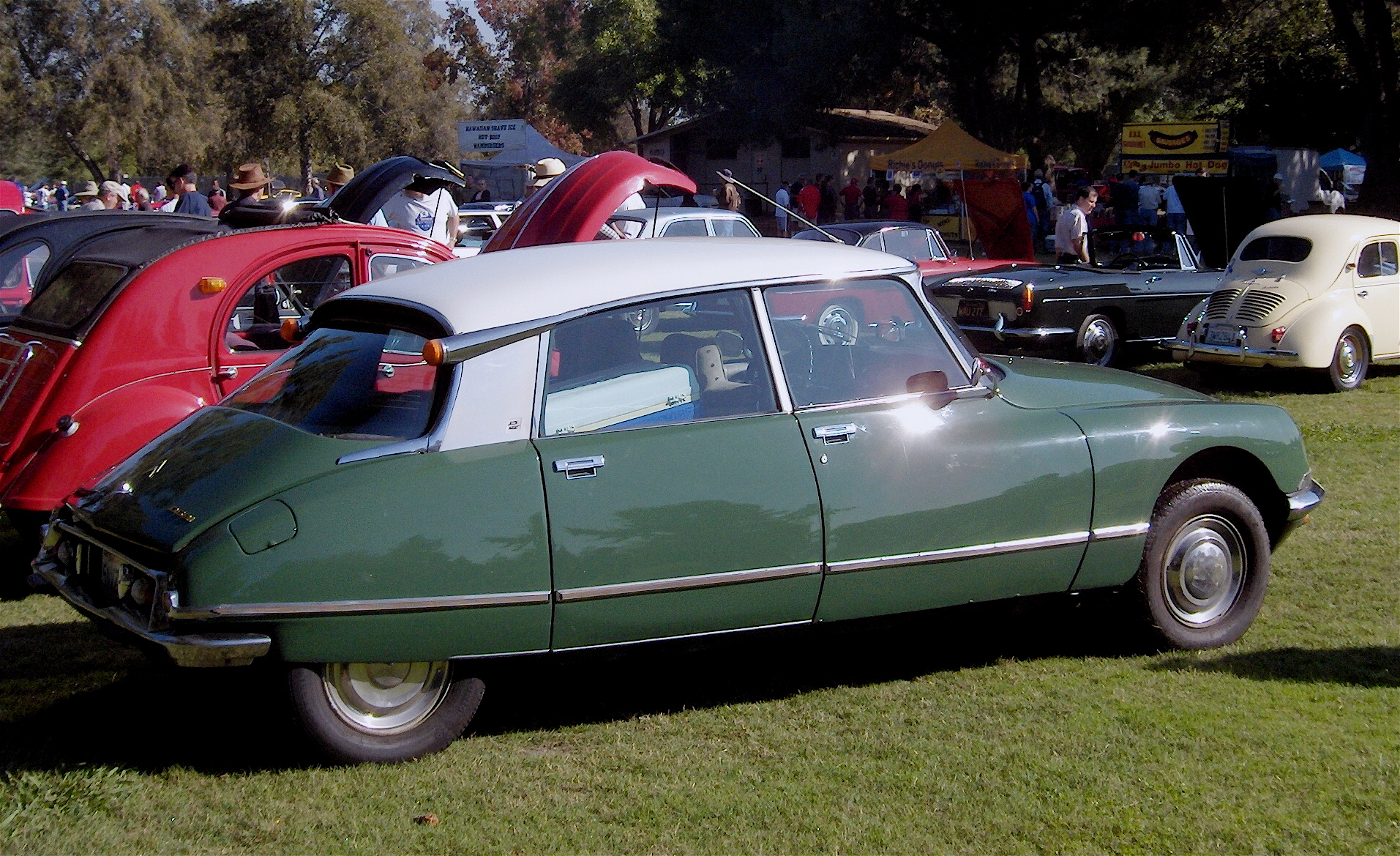
Citroën DS (1955-1975)

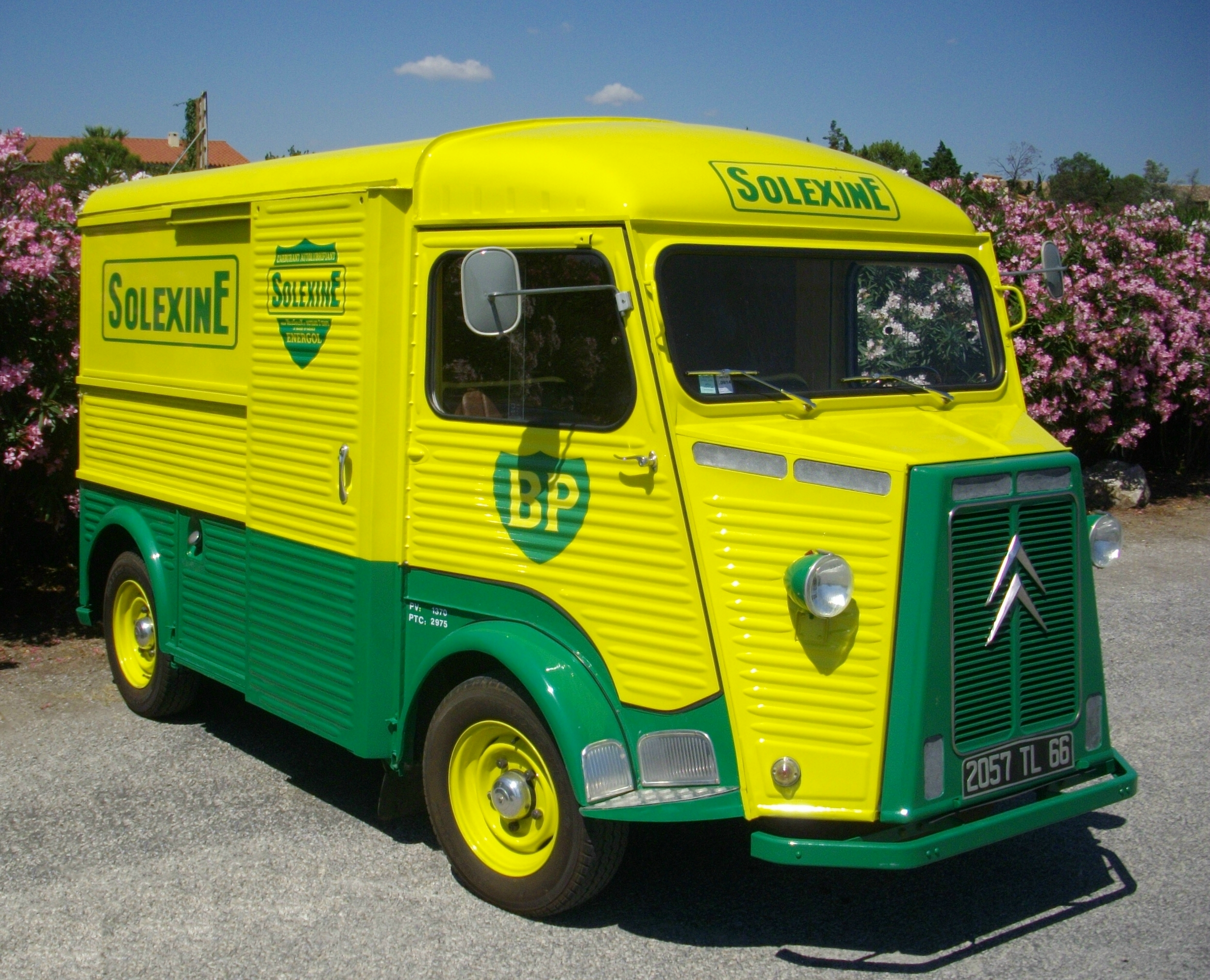
Citroën HY

André Lefèbvre (Louvres, 19 augustus 1894 – L'Étang-la-Ville, 4 mei 1964) was een Frans constructeur van innovatieve auto's. Hij is bekend geworden door zijn werk voor Citroën.
Lefèbvre was aanvankelijk luchtvaartingenieur en coureur. In die laatste hoedanigheid won hij in 1927 de Rally van Monte Carlo. Hij ontwikkelde raceauto's voor Voisin en in 1933 nam André Citroën hem bij de autofabriek Citroën in dienst. Nadat Citroën in 1935 was overleden, werkte Lefèbvre onder Citroëns opvolger Pierre-Jules Boulanger, een innovatieve ondernemer die daarvoor bij Michelin had gewerkt.
Samen met de carrosserieontwerper Flaminio Bertoni ontwierp Lefèbvre drie opzienbarende auto's, die tot de klassiekers worden gerekend: de Traction Avant; de 2CV, en de DS. Daarnaast ontwierp hij de bestelwagen HY, die onder liefhebbers eveneens een cultstatus verwierf.
Al deze modellen werden twintig jaar of langer gebouwd; de 2CV zelfs 42 jaar. De DS geldt als zijn meesterwerk. Toen Lefèbvre op 5 oktober 1955 met de eerste DS over de Avenue des Champs-Élysées reed, kwam het tot een volksoploop.
Lefèbvre raakte eenzijdig verlamd en ging in 1958 met pensioen. Hij werd echter nog dikwijls door de ontwerpers van Citroën geconsulteerd. Hij overleed op 69-jarige leeftijd aan de gevolgen van hemiplegie die zes jaar eerder bij hem was ontdekt.
In zijn geboorteplaats Louvres is een gedenkteken voor hem opgericht in de vorm van een steen met inscriptie en een echte 2CV uit de jaren vijftig.
- Bibliothèque nationale de France: cb16275035n (data)
- Gemeinsame Normdatei: 1089534930
- International Standard Name Identifier: 0000 0001 1882 8306
- Library of Congress Control Number: nb2010027592
- Système universitaire de documentation: 164683445
- Union List of Artist Names: 500464041
- Virtual International Authority File: 158542689
- WorldCat: E39PBJmp8Rxm63JybT6K69G4MP